# Индийско-эсватинские отношения
Индийско-эсватинские отношения — двусторонние дипломатические отношения между Индией и Эсватини.

## История
Большинство дипломатических визитов между двумя странами были осуществлены официальными лицами Свазиленде для участия в экономических форумах на территории Индии. В мае 2011 года и в июле 2015 года Свазиленд посещал министр иностранных дел Индии Пренет Каур, который встретился с королем Мсвати III. В мае 2011 года король Мсвати III провёл встречу с премьер-министром Индии Манмоханом Сингхом во время индо-африканского саммита в Аддис-Абебе, Эфиопия. В октябре 2015 года Мсвати III совершил первый в истории визит в Индию для участия в индо-африканском саммите в Нью-Дели. 27 октября 2015 года Мсвати III встретился с президентом Индии Пранабом Мукерджи и премьер-министром Нарендрой Моди. Помимо других правительственных чиновников, короля Свазиленда сопровождали 15 жен, 30 детей и 100 слуг.
В марте 2017 года Мсвати III совершил свой второй визит в Индию в сопровождении делегации из 70 человек, включая министров иностранных дел, торговли, экономического планирования, здравоохранения и сельского хозяйства. В отличие от предыдущего визита, король Мсвати III привез только одну из своих жен и одного ребенка. Издание The Indian Express написало об этом факте как о том, что поездка была строго деловой. Мсвати III встретился с премьер-министром Нарендрой Моди и президентом Пранабом Мукерджи, был почетным гостем на банковском форуме, а также участвовал в праздничных мероприятиях в Холи. В ходе визита Мсвати III посетил город Ананд, чтобы изучить методы животноводства, а также Раджастхан и Гургаон. Мсвати III обратился к индийским властям с просьбой о создании в Свазиленде научного парка и инфраструктуры для возобновляемых источников энергии. После возвращения в Свазиленд Мсвати III заявил, что Свазиленд получит долю от финансовой помощи в размере 131 млрд. Свазилендских лилангени, которую Индия обязалась предоставить африканским странам на саммите.
В октябре 2016 года Индия проголосовала против предложения Свазиленда о легализации международной торговли рогами белого носорога на 17-й конференции по обсуждению Конвенции о международной торговле видами дикой фауны и флоры, находящимися под угрозой исчезновения, состоявшейся в Йоханнесбурге, ЮАР. За предложение проголосовало 26 стран, 100 были против, 17 воздержались. В апреле 2017 года Свазиленд поддержал кандидатуру Индии на постоянное место в Совете Безопасности ООН.
Высшая комиссия Индии в мозамбикском городе Мапуту исполняет свои дипломатические обязанности и в Свазиленде. Индия также поддерживает Почетное генеральное консульство в Мбабане. Свазиленд не имеет дипломатического представительства в Индии.

## Торговля
В 2014 году товарооборот между странами составил сумму 61,97 млн. долларов США, сократившись на 58 % по сравнению с предыдущим финансовым годом. Индия поставила в Свазиленд товаров на сумму 39,94 млн долларов США, экспорт товаров из Свазиленда в Индию составил сумму 22,03 млн долларов США. С 2013 по 2014 год экспорт Индии в Свазиленд вырос на 76,49 %, а импорт товаров из этой страны сократился на 82,35 %. Экспорт Индии в Свазиленд: фармацевтическая продукция, ювелирные изделия из золота и драгоценных металлов, жемчужные / полудрагоценные камни, промышленное оборудование, удобрения, шеллак, органические химикаты, алюминиевая продукция, электрические машины и оборудование. Импорт Индии из Свазиленда: промышленная техника, золото, химическая продукция, медицинские и научные инструменты, фармацевтические препараты, органические химикаты, электрические машины, электронные инструменты, жемчуг и полудрагоценные камни.

## Помощь
Индия предоставила Свазиленду две кредитные линии: 20 млн долларов США для создания парка информационных технологий и 37,9 млн долларов США для развития сельского хозяйства. Граждане Свазиленда имеют право на участие в Программе индийского технического и экономического сотрудничества, а также на стипендию Индийского совета по культурным связям для студентов и аспирантов.

## Индийцы в Свазиленде
По состоянию на декабрь 2016 года в Свазиленде проживало около 800 индийцев, из которых около 300 являются гражданами Индии, а 500 человек — индийского происхождения, которые имеют гражданство Свазиленда. Индийская община в основном занимается бизнесом. Некоторые индийцы также работают в правительственных департаментах и больницах Свазиленда, а некоторые из них являются преподавателями в Университете Свазиленда.